# Boreas

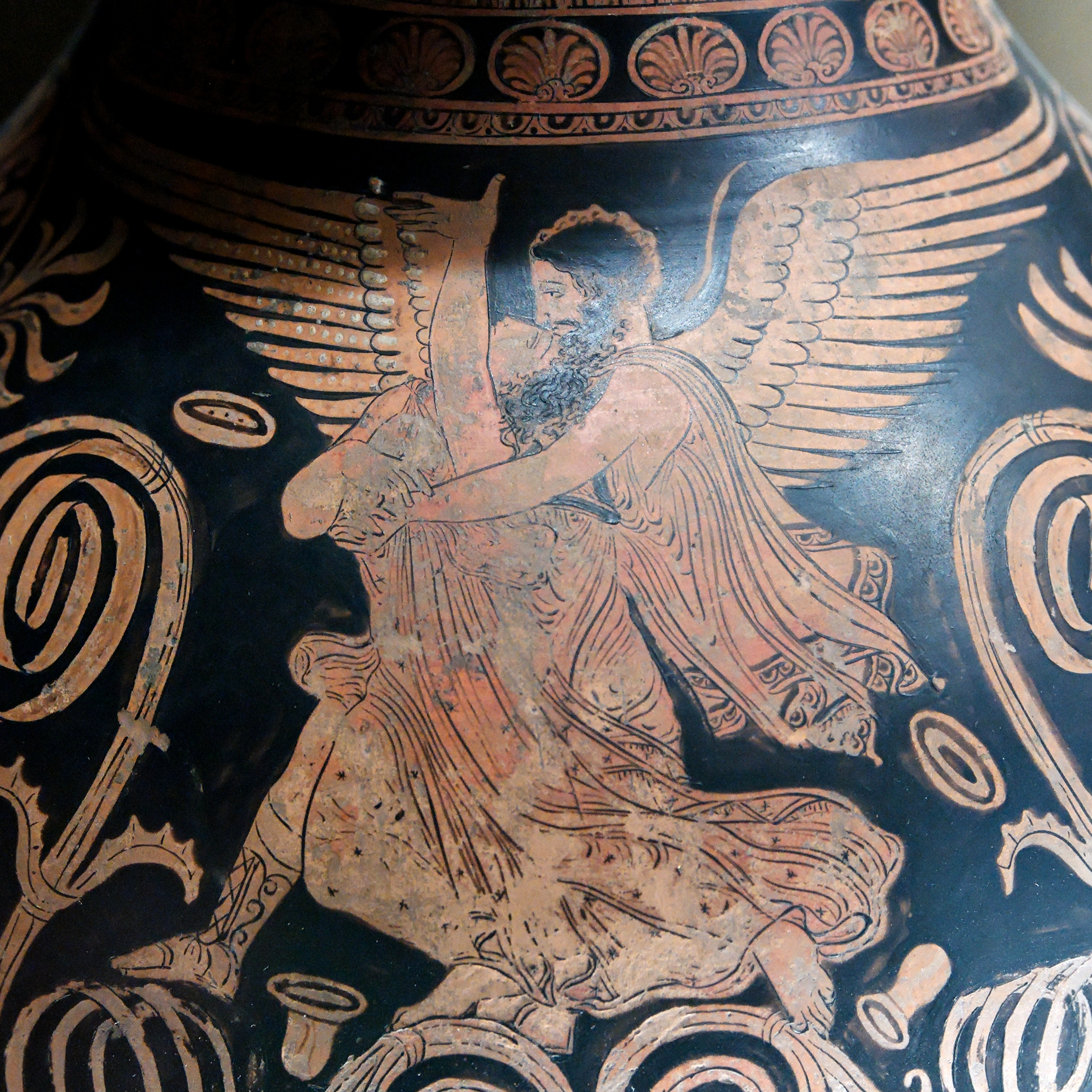
Boreas entführt Oreithyia
(Detail einer rotfigurigen Oinochoe aus Apulien, ca. 360 v. Chr., Louvre)

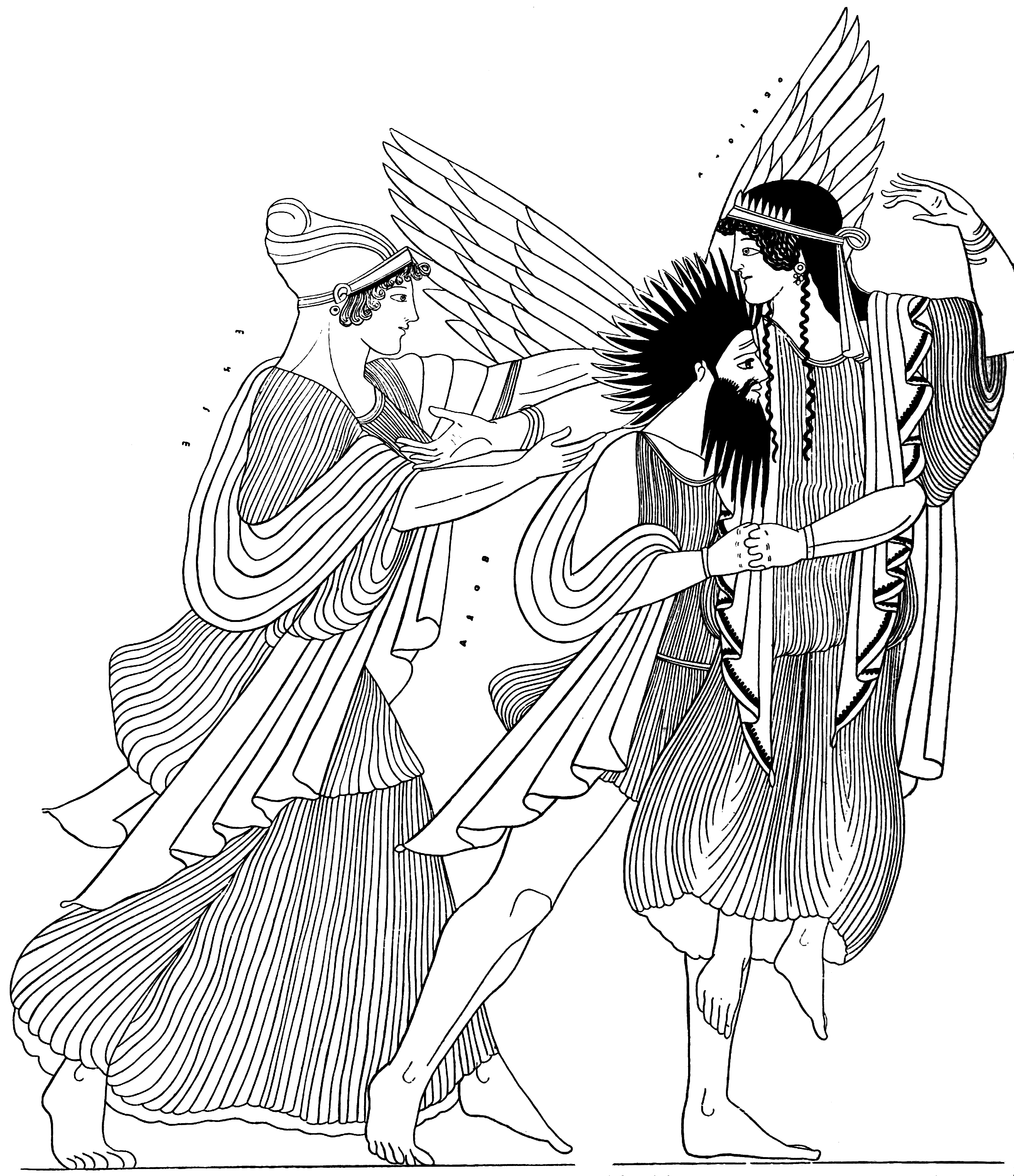
Boreas entführt Oreithyia; Herse (links) versucht ihrer Schwester zu helfen (Nachzeichnung von einer Spitzamphora, 470–460 v. Chr.)

Boreas (altgriechisch Βορέας Boréas, deutsch ‚der Nördliche‘) war in der griechischen Mythologie die Personifikation des winterlichen Nordwinds. Er war der Sohn des Titanen Astraios und der Göttin Eos und wurde zusammen mit seinen Brüdern (Anemoi) Euros (Ostwind), Notos (Südwind) und Zephyros (Westwind) verehrt.

## Mythos
Boreas entführte die Nymphe Oreithyia, Tochter des Erechtheus, eines mythischen Königs von Attika. Als die Nymphe am Ufer des Ilisos tanzte, hüllte er sie in eine Wolke und entschwebte mit ihr in seine Heimat Thrakien, wo sie ihm die Söhne Kalaïs und Zetes und die Töchter Kleopatra und Chione gebar. Außerdem zeugte Boreas in Pferdegestalt mit den Stuten des dardanischen Königs Erichthonios zwölf Fohlen, denen man nachsagte, sie könnten über ein Kornfeld galoppieren, ohne die Halme zu knicken.
Die Griechen glaubten, dass Boreas in Thrakien lebte, wo er gleichermaßen verehrt wurde. Herodot und Plinius beschreiben beide das Land Hyperborea („jenseits des Nordwinds“), in dem die Menschen bis ins hohe Alter in vollständigem Glück leben. Claudius Aelianus zufolge soll Boreas mit Chione, der Tochter des Arkturos, drei riesenhafte Brüder gezeugt haben, Herrscher von Hyperborea und Priester des Apollon.
Schließlich soll Boreas auch der Vater des Butes und dessen Stiefbruders Lykurgos gewesen sein. Die Nachkommen des Boreas werden als Boreaden bezeichnet.

## Kult
Als das antike Athen vom persischen König Xerxes angegriffen wurde, betete das Volk zu Boreas. Er schickte darauf starke Winde, in denen vierhundert persische Schiffe sanken. Hierdurch erlangte Boreas den Status eines Schutzpatrons von Athen und ihm und der Oreithyia wurde ein Heiligtum am Ufer des Ilissos geweiht. Zudem wurde er in Athen mit jährlichen Festspielen geehrt.

## Darstellung

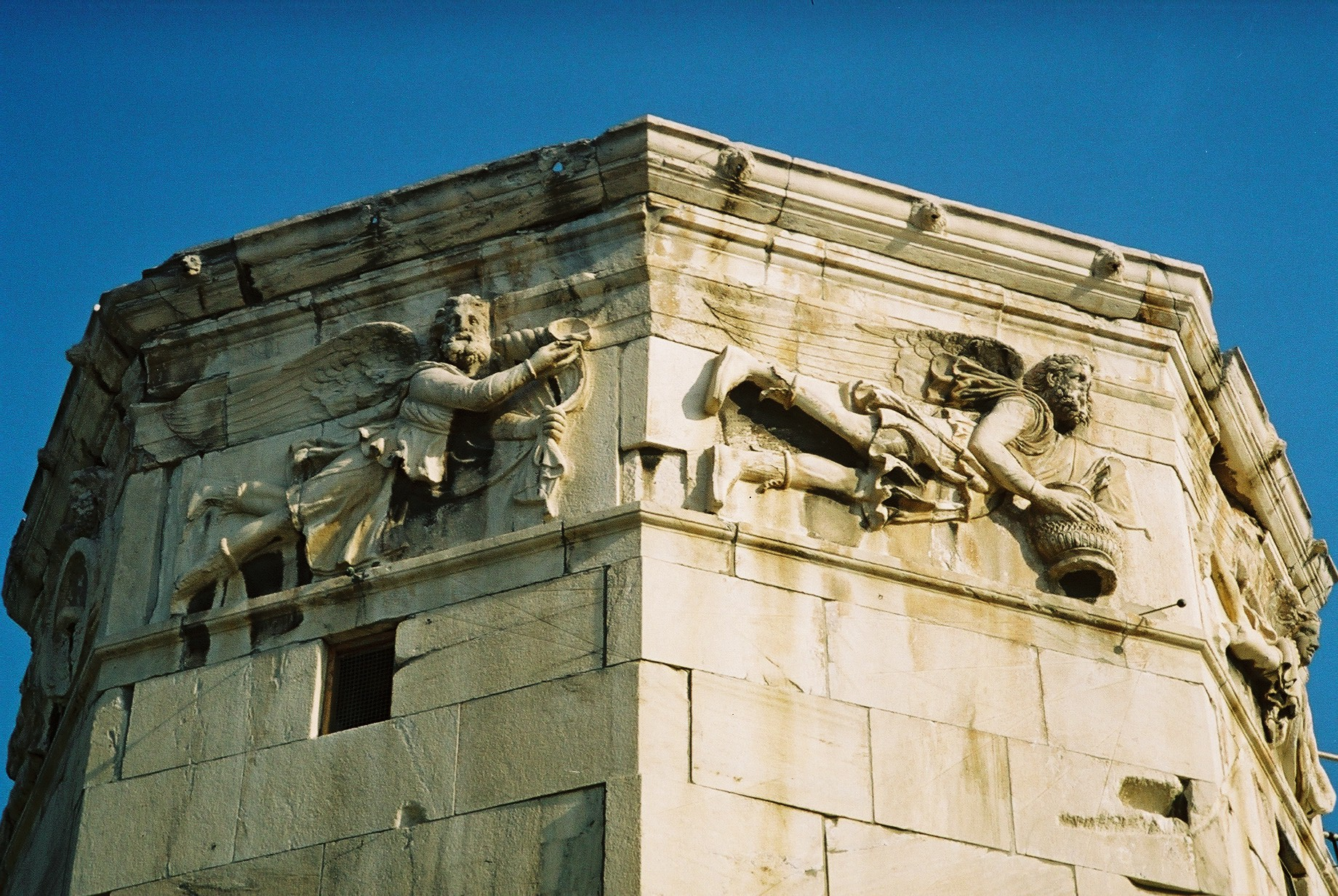
Der Turm der Winde in Athen,
links der Windgott Boreas

Sowohl die Stelle bei Homer, der zufolge Boreas in Gestalt eines Hengstes die Stuten des Erichthonios besprang, als auch seine und der anderen Windgötter enge Beziehung zu Pferden und die Darstellung der vier Anemoi als Quadriga des Zeus legen nahe, dass Boreas wie andere Windgötter ursprünglich auch pferdegestaltig gedacht wurde.
In den überlieferten Darstellungen (der Raub der Oreithyia war ein beliebtes Thema der attischen Vasenmalerei) wurde er meist als bärtiger Mann mit Flügeln an den Schultern und Füßen dargestellt. Ein Relief auf dem bekannten Turm der Winde (Horologium des Andronikos) in Athen zeigt auf dessen Nordseite den Boreas als beflügelten alten Mann in einem schweren Gewand und mit einem von Eiszapfen umrahmten Bart, wie er den eisigen Wind durch eine gedrehte Muschelschale bläst.

## Boreas und Aquilo bei den Römern
Sein Äquivalent in der römischen Mythologie war Aquilo, ein nordöstlicher Wind, der weitgehend mit Boreas zu identifizieren ist. Wie Boreas zeugt er mit Oreithyia die Söhne Kalaïs und Zetes, er wohnt in einer Höhle des Haemus in Thrakien.
 Vitruv führt in seiner Windliste auch aquilo auf. Der Nordwind bei den Römern hieß septentrio.

## Rezeption

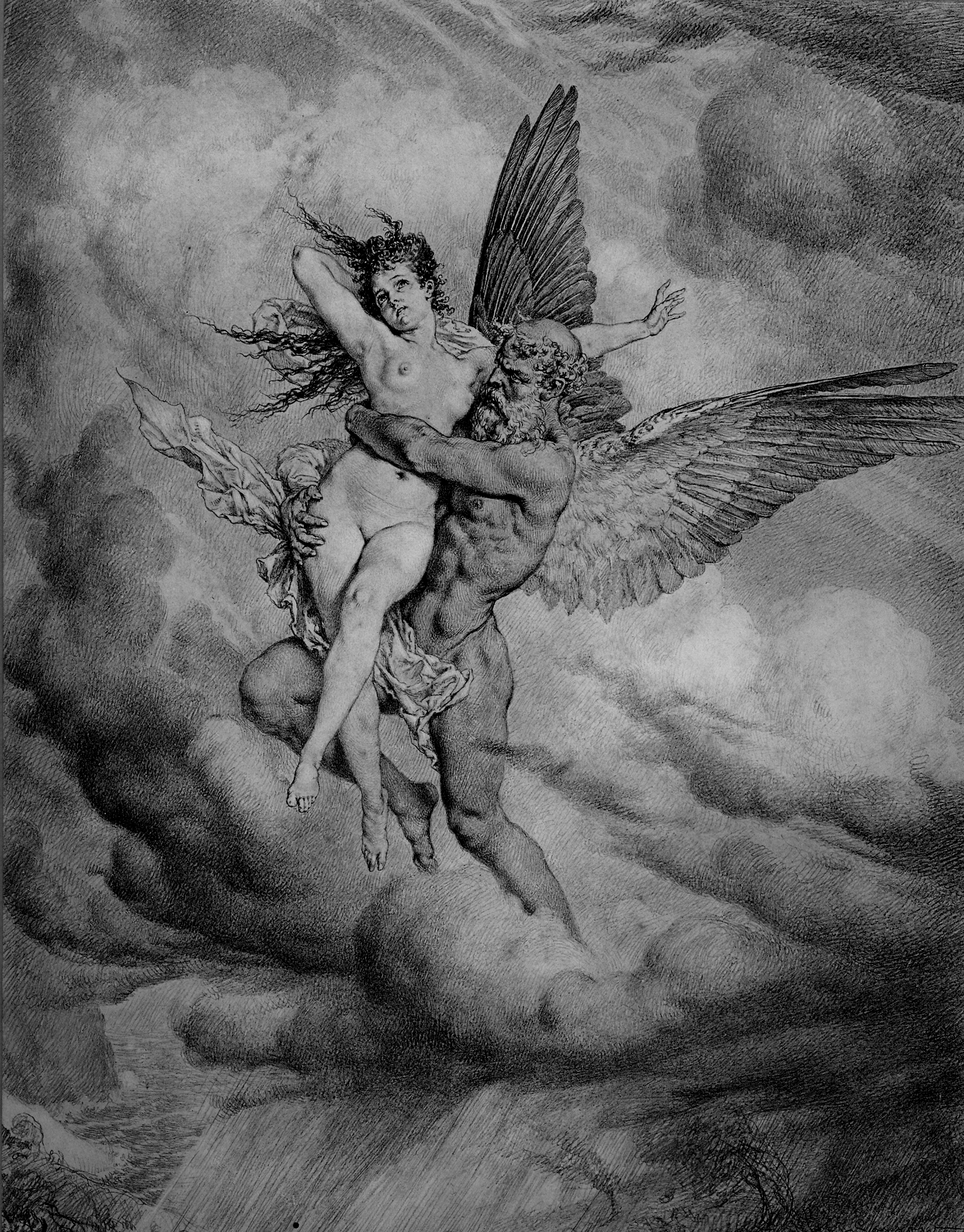
Boreas und Oreithyia (Radierung von Heinrich Lossow, 1880)

Antonio Vivaldi überschrieb 1725 eine Passage im ersten Satz seines opus 8, Nr. 2 (Le Quattro Stagioni – L'Estate) mit „Vento borea“ (Der Nordwind). Auch im dritten Satz des opus 8 Nr. 4 (L'Inverno) wird er noch einmal erwähnt.
Der Asteroid (1916) Boreas und der Mount Boreas in der Antarktis sind nach ihm benannt.
Die neueste Generation russischer U-Boote mit Interkontinentalraketen ist nach Boreas benannt (siehe Borei-Klasse).